# Józef Kazimierski
Józef Kazimierski (ur. 14 grudnia 1925 w Łomnej, zm. 25 marca 2008 w Warszawie) – polski historyk, doktor habilitowany nauk humanistycznych, varsavianista, wieloletni dyrektor Archiwum Państwowego m.st. Warszawy, profesor Wyższej Szkoły Humanistycznej im. Aleksandra Gieysztora w Pułtusku.

## Życiorys

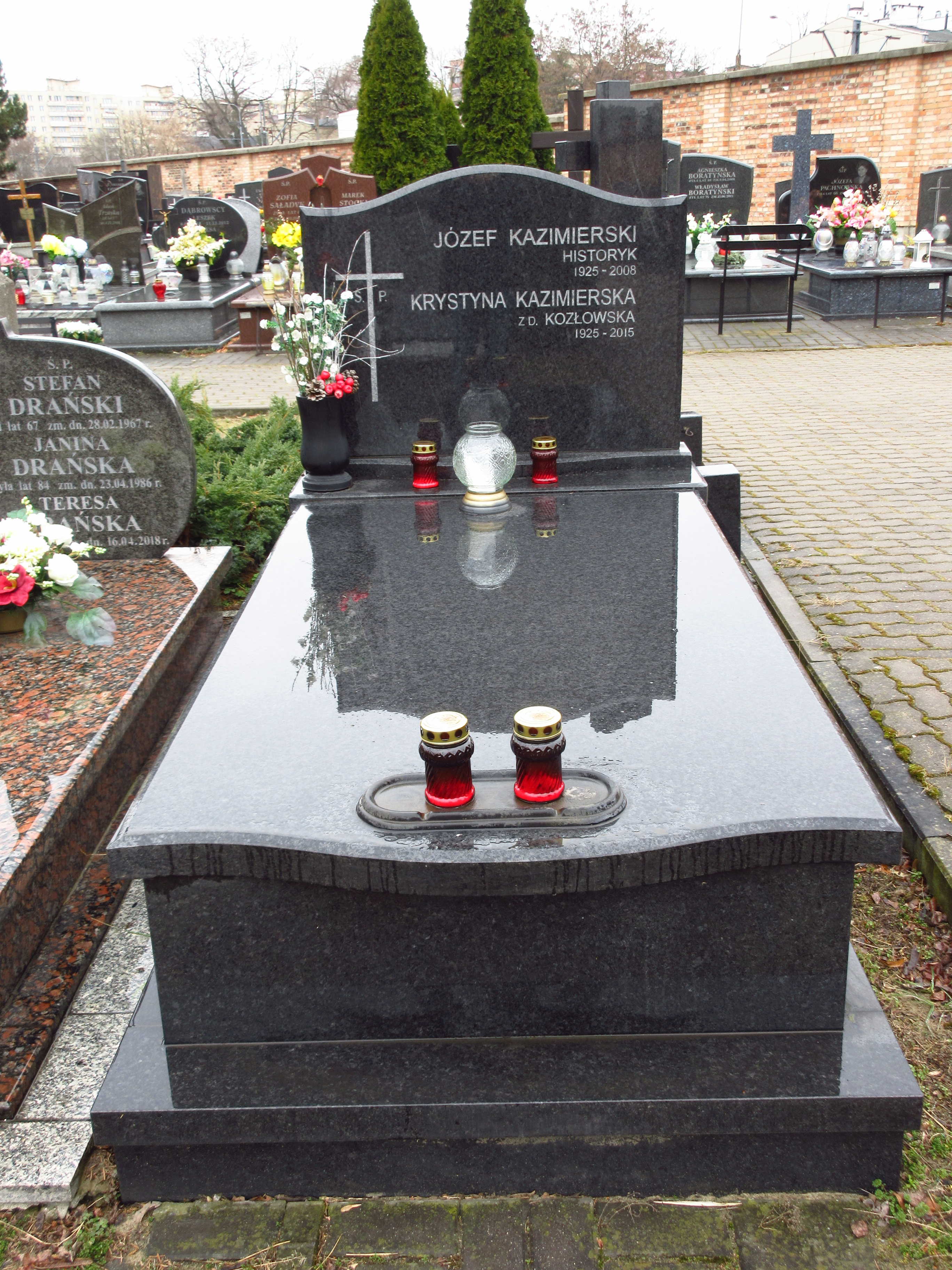
Grób profesora Józefa Kazimierskiego na cmentarzu Bródnowskim

Ukończył studia na Wydziale Historycznym Uniwersytetu Warszawskiego. W 1950 roku rozpoczął pracę w Centralnym Archiwum Wojskowym. Od 1955 roku był związany z Archiwum Państwowym, w latach 1957−1995 pełnił funkcję dyrektora tej instytucji. Rozwinął sieć archiwów na Mazowszu i Podlasiu. W 1979 roku obronił pracę doktorską w Instytucie Historii Polskiej Akademii Nauk, w 1994 roku pracę habilitacyjną (Miasta i miasteczka na Podlasiu (1808−1914): zabudowa − ludność − gospodarka) na Wydziale Humanistycznym Uniwersytetu Marii Curie-Skłodowskiej, uzyskując w lutym 1995 roku stopień pracę habilitacyjną. Wykładał między innymi w Wyższej Szkole Humanistycznej (obecnie Akademii Humanistycznej) w Pułtusku. W latach 1971−1983 był prezesem Oddziału Wola Towarzystwa Przyjaciół Warszawy.

## Publikacje
Był autorem, współautorem bądź redaktorem szeregu publikacji dotyczących historii Warszawy, Mazowsza i Podlasia, między innymi:
- Dzieje Pragi (1970)
- Dzieje Mokotowa (1972)
- Otwock 1407−1967 (1972)
- Dzieje Ochoty (1973)
- Dzieje Mazowsza i Warszawy: wybór źródeł (1973)
- Wola: lata odbudowy 1945−1948 (1975)
- Dzieje Mińska Mazowieckiego: 1421−1971 (1976)
- Społeczeństwo Warszawy w rozwoju historycznym (1977)
- Wielkie zakłady przemysłowe Warszawy (1978)
- Warszawa współczesna: geneza i rozwój (1981)
- Szkolnictwo i oświata w Warszawie (1982)
- Nauka i szkolnictwo wyższe w Warszawie (1987)
- Środowisko przyrodnicze Warszawy (1990).
- Mława-jej dzieje XII wiek - 1863 (2004) ISBN:8390717492

## Miejsce spoczynku
Został pochowany na cmentarzu Bródnowskim (kw. 70F, rząd V, grób 34).